# Svend Ramsby
Svend Ramsby (6. marts 1902 i Maribo – 19. maj 1976) var en dansk arkitekt, bror til Erik Ramsby.
Han var søn af maskinmester P.C.V. Ramsby (død 1928) og hustru Marie f. Nielsen (død 1946), blev student fra Gammel Hellerup Gymnasium 1920 og ansat i Københavns Kommunes bygningsvæsen 1926, blev vicebygningsinspektør 1946 og var bygningsinspektør fra 1955 til 1972.